# آلسیو بریلیا
آلسیو بریلیا (انگلیسی: Alessio Briglia؛ زادهٔ ۲۲ دسامبر ۱۹۸۸) بازیکن فوتبال اهل ایتالیا است.
از باشگاه‌هایی که در آن بازی کرده‌است می‌توان به باشگاه فوتبال هلاس ورونا و باشگاه فوتبال چزنا اشاره کرد.